# Сапожников Микола Іванович
Микола Іванович Сапожников (5 серпня 1949, село Старий Нікольськ, тепер Агризького району, Татарстан, Російська Федерація) — радянський і російський державний діяч, 1-й секретар Удмуртського республіканського комітету КПРС. Член ЦК КПРС у 1990—1991 роках. Член Державної Думи Федеральних Зборів Російської Федерації (1995—2007, 2010—2016). Кандидат економічних наук.

## Життєпис
У 1968 році закінчив Іжевський індустріальний технікум Удмуртської АРСР.
У 1968—1970 роках — технік-технолог, змінний майстер Іжевського радіозаводу Удмуртської АРСР.
Член КПРС з 1969 року.
З 1970 по 1973 рік служив у прикордонних військах КДБ СРСР.
У 1973—1978 роках — старший майстер, начальник технологічного бюро, заступник начальника цеху, в 1978—1983 роках — заступник секретаря партійного комітету (парткому), секретар парткому Іжевського радіозаводу Удмуртської АРСР.
У 1978 році закінчив Іжевський механічний інститут за спеціальністю «Технологія машинобудування, металургійні верстати та інструменти».
У 1983—1986 роках — директор Воткінського заводу радіотехнологічного обладнання Удмуртської АРСР.
У 1986—1988 роках — завідувач відділу оборонної промисловості Удмуртського обласного комітету КПРС.
У 1988—1990 роках — 1-й секретар Іжевського міського комітету КПРС Удмуртської АРСР.
У 1990 році закінчив Академію суспільних наук при ЦК КПРС. 
9 червня 1990 — 23 серпня 1991 року — 1-й секретар Удмуртського республіканського комітету КПРС.
У 1992—1996 роках — заступник директора Удмуртської філії (Удмуртського науково-дослідницького університету) Інституту економіки Уральського відділення Російської академії наук (РАН).
З 1993 року — 1-й секретар Удмуртської республіканської організації КПРФ.
У 1995—1995 роках — депутат Державних Зборів Удмуртської Республіки.
У грудні 1995—2000 роках — депутат Державної Думи РФ ІІ-го скликання від КПРФ, член Комітету з економічної політики.
У 2000—2003 роках — депутат Державної Думи РФ ІІІ-го скликання від КПРФ, член Комітету з промисловості, будівництва та наукомістких технологій.
3 грудня 2000 по 3 липня 2004 року — член Президії Центрального комітету КПРФ.
У 2003—2007 роках — депутат Державної Думи РФ ІV-го скликання від КПРФ, заступник голови Комітету з кредитних організацій та фінансових ринку.
У 2007—2009 роках — депутат Державної Ради Удмуртської Республіки V-го скликання від КПРФ, член постійної комісії із соціальної політики.
У 2009—2010 роках — керівник апарату Комітету Державної Думи РФ з промисловості.
У 2011—2016 роках — депутат Державної Думи РФ VІ-го скликання, обраний від Удмуртської Республіки.
З 2012 року — голова Спілки виробників нафтогазового обладнання Російської Федерації.

## Нагороди і звання
- орден Дружби (Російська Федерація) (4.06.2014) — за досягнуті трудові успіхи, значний внесок у соціально-економічний розвиток Російської Федерації, заслуги у гуманітарній сфері, активну законотворчу та громадську діяльність, багаторічну сумлінну роботу
- орден Дружби народів
- медалі
- Подяка Президента Російської Федерації (4.11.2007) — за великий внесок у розвиток системи арбітражних судів Російської Федерації та багаторічну творчу діяльність